# Организационо-политичко веће
Организационо-политичко веће је било један од пет домова Савезне скупштине СФРЈ од 1963. до 1968. као веће делегата радних људи у радним заједницама. Постојало је и на нивоу социјалистичких република.

## Састав
Организационо-политичко веће је имало 120 посланика. Посланичке кандидате су предлагали радни људи у радним заједницама одговарајуће области рада. Право да буде биран за члана Организационо-политичког већа имао је сваки члан органа управљања радне организације односно радне заједнице, члан органа управљања удружења радних организација, као и функционер друштвено-политичке организације или удружења чија се делатност односила на питања из области друштвено-политичког система. Посланик је постајао кандидат који је законом одређеном већином изабран у општинској скупштини односно у општинским скупштинама.

## Надлежности
Послове из надлежности Савезне скупштине СФРЈ вршило је Савезно веће (као веће делегата грађана у општинама и републикама) заједно са другим надлежним већем (као већем делегата радних људи у радним заједницама). Савезно веће је равноправно са Организационо-политичким већем: претресало питања из области друштвено-политичког система и из других области из надлежности Савезне скупштине, осим питања која су спадала у равноправни делокруг других већа или у самостални делокруг ког другог већа; доносило законе и друге акте уколико то није спадало у равноправни делокруг других већа или самостални делокруг Савезног већа; доносило савезни буџет и завршни рачун.

## Председници већа
| Председници Организационо-политичког већа 1963—1969. | Председници Организационо-политичког већа 1963—1969. | Председници Организационо-политичког већа 1963—1969. | Председници Организационо-политичког већа 1963—1969. | Председници Организационо-политичког већа 1963—1969. | Председници Организационо-политичког већа 1963—1969. | Председници Организационо-политичког већа 1963—1969. | Председници Организационо-политичког већа 1963—1969. |
| назив скупштине                                      | сазив                                                | број                                                 | име и презиме                                        | почетак мандата                                      | крај мандата                                         | напомена                                             | реф                                                  |
| ---------------------------------------------------- | ---------------------------------------------------- | ---------------------------------------------------- | ---------------------------------------------------- | ---------------------------------------------------- | ---------------------------------------------------- | ---------------------------------------------------- | ---------------------------------------------------- |
| Савезна скупштина 1963—1969.                         | 5 сазив 1963—1958.                                   | 1                                                    | Крсто Попивода (1910—1988)                           | 29. јун 1963.                                        | 17. мај 1965.                                        |                                                      | [ 4 ]                                                |
| Савезна скупштина 1963—1969.                         | 5 сазив 1963—1958.                                   | 1                                                    | Крсто Попивода (1910—1988)                           | 17. мај 1965.                                        | 16. мај 1967.                                        | [ 5 ]                                                |                                                      |
| Савезна скупштина 1963—1969.                         | 5 сазив 1963—1958.                                   | 2                                                    | Велимир Стојнић (1916—1990)                          | 16. мај 1967.                                        | 15. мај 1969.                                        |                                                      | [ 6 ]                                                |